# 黃玉蓮
黃玉蓮（1916年—1981年6月23日），曾在「羅富」餐館工作，閒時當華僑傳譯，辦事認真，待人和藹，深得華僑愛戴。她自小喜愛粵劇，努力貢獻華僑社團。第二次世界大戰期間，曾熱心為「清韻音樂社」及「振華聲劇社」等演唱及演劇籌款救中華民國的活動。
- 1927年6月8日(星期三)晚上7時，黃玉蓮與中華民國來的粵劇文武生張文俠、丑生新蛇仔秋等紅伶，在加拿大卑詩省溫哥華的哥林比街之「昇平戲院」，參加「大舞臺班」演出粵劇《牡丹亭》，擔任正印花旦，飾演杜麗娘[2]。

- 1927年7月18日(星期一)晚上7時在加拿大卑詩省溫哥華的「同利大舞臺戲院」(Mandarin Theatre)演出《義俠女打洞》，劇中反串男裝唱大喉[3]。

## 逝世[1]
- 黃玉蓮晚年，由於健康問題，遵醫生囑咐在家裡休養， 1981年6月中旬，心臟感到違和，乃於1981年6月23日入(Burrard Street)1081號的聖保羅醫院調治，後因藥石無靈，群醫束手，至晚上9時許病逝，當時兒孫等隨侍在側，享年65歲。

- 遺體定於1981年6月30日下午2時加拿大卑詩省溫哥華的11街306號的「孟碧珊殯儀館」(Mount Pleasant Chapel)大殮，隨即出殯火化。